# جيمس بيرغستروم
جيمس بيرغستروم (بالإنجليزية: James Bergstrom)‏ هو موسيقي وملحن أمريكي، ولد في 1969 في سياتل في الولايات المتحدة.